# パンダ科
パンダ科（パンダか、Pandaceae）は、双子葉植物の科。アフリカ西部と東南アジアの熱帯に分布する木本、4属28種ほどからなる。かつてはトウダイグサ科に含められることもあった。クロンキスト体系ではトウダイグサ目、APG植物分類体系ではキントラノオ目に含める。